# Христо Разбойников
Христо Тодоров Стоев, известен като Разбойников, е български революционер, деец на Вътрешната македоно-одринска революционна организация и на Българския земеделски народен съюз.

## Биография
Христо Разбойников е роден в 1881 година в сярското село Дутлия, което тогава е в Османската империя, днес Елеонас, Гърция. Завършва българското педагогическо училище в Сяр. Работи като учител в серските села Хазнатар и Чучулигово. Включва се във ВМОРО и получава прякора Разбойников. За революционна дейност е уволнен след публикации в печата. Избран е за секретар на Серския революционен комитет. След Младотурската революция в 1908 година е в кръга на Яне Сандански. Участва в Похода към Цариград за потушаване на антиреволюционния метеж.
Участва в Балканската война в 1912 година като доброволец в Македоно-одринското опълчение и служи в четата на Таско Спасов, а по-късно във Втора рота на Петнадесета щипска и Четвърта рота на Единадесета сярска дружина. За проявена храброст е произведен в офицерски чин. След Междусъюзническата война, когато родното му Сярско попада в Гърция, Разбойников се изселва със семейството си в Петрич.
През Първата световна война е разузнавач на Солунския фронт. След войната става член на БЗНС. От 1922 до 1923 година е кмет на Петрич. Секретар е на градската, а по-късно и на околийската дружба в Петрич (1923 - 1925). През 1924 година Разбойников е сред основателите на тютюнева кооперация „Самуилова крепост“. Той е заловен, измъчван и убит през юни 1925 година от дейци на влязлата в конфликт с БЗНС Вътрешна македонска революционна организация в местността Зиче край Петрич.
Баща е на партизанина Мирчо Разбойников.